# Ремс
Ремс (нем. Rems) — река в Германии, протекает по земле Баден-Вюртемберг. Длина реки — 78,4 км. Площадь бассейна реки составляет 582 км².
Начинается к северо-востоку от городка Лаутербург, в верховьях течёт на север до Мёглингена, затем поворачивает на запад, протекает города Швебиш-Гмюнд, Лорх, Шорндорф и Вайблинген. Впадает в Неккар по правому берегу у Неккаремса.
Расход воды в Вайблингене 5,27 м³/с, ширина русла реки — 16-30 м, глубина — до 2 метров.
Основные притоки — Хальденбах (лв, впадает в Вейнштадте, длина — 11 км), Швейцербах (лв, там же, 12 км), Вислауф (пр, у Шорндорфа, 24 км), Швейцербах (пр, у Вахтхауза, 11 км), Стрюмпфельбах (лв, в Швебиш-Гмюнде, 14 км).